# Phebellia helvina
Phebellia helvina är en tvåvingeart som först beskrevs av Daniel William Coquillett 1897.  Phebellia helvina ingår i släktet Phebellia och familjen parasitflugor. Inga underarter finns listade i Catalogue of Life.